# Karel Hlaváček
Karel Hlaváček (Praga, 24 agosto 1874 – Praga, 15 giugno 1898) è stato un poeta e pittore ceco.
Poeta decadente e uno dei principali rappresentanti cechi del simbolismo.
Le sue opere letterarie e i suoi scritti critici sulle arti visive furono pubblicate dalla rivista Moderní revue della quale illustrò anche alcuni numeri. Hlaváček fu fondatore e dirigente del circolo Sokol del quartiere di Praga Libeň.
La sua poesia fu segnata da un senso di angosciosa ribellione verso la società. La sua più celebre opera è Cantilena della vendetta (1898).
Morì nel 1898 di tubercolosi.